# A Fülöp-szigetek az 1992. évi téli olimpiai játékokon
A Fülöp-szigetek a franciaországi Albertville-ben megrendezett 1992. évi téli olimpiai játékok egyik részt vevő nemzete volt. Az országot az olimpián 1 sportágban 1 sportoló képviselte, aki érmet nem szerzett.

## Alpesisí
Férfi
| Versenyző      | Versenyszám      | 1. futam | 1. futam | 2. futam | 2. futam | Összesítés | Összesítés |
| Versenyző      | Versenyszám      | Idő      | Hely.    | Idő      | Hely.    | Idő        | Helyezés   |
| -------------- | ---------------- | -------- | -------- | -------- | -------- | ---------- | ---------- |
| Michael Teruel | Műlesiklás       | 1:13,95  | 66.      | 1:13,54  | 51.      | 2:27,49    | 49.        |
| Michael Teruel | Óriás-műlesiklás | 1:24,13  | 88.      | 1:22,71  | 68.      | 2:46,84    | 71.        |